# Landbotenmarschall
Der Landbotenmarschall war von 1561 bis 1795 im Herzogtum Kurland und Semgallen und nach 1795 in den Ostseegouvernements Estland, Kurland und Livland des russischen Kaiserreichs, der Vertreter und Sprecher der versammelten Landesboten (Landboten).

## Landtage im Baltikum
Die Landtage im Baltikum waren im Herzogtum Kurland und Semgallen und in den späteren Ostseegouvernements die oberste und regelmäßig tagende Versammlung der politischen Repräsentanten. Im Herzogtum Kurland und Semgallen wurde der Landtag durch den regierenden Herzog einberufen, in den nachfolgenden russischen Gouvernements wurde sie vom zuständigen Generalgouverneur initialisiert. Neben den Deputierten der Baltischen Ritterschaften wurden auch Landboten aus den Kirchspielen zum Landtag entsandt. Die Beschlüsse, die zur Entscheidung von landespolitischer Bedeutung vorlagen mussten mehrheitlich beschlossen werden, alle anderen lokalen und regionalen Entscheidungen lagen in der Verantwortung der Ritterschafts-Komitees.

Wappen des Gouvernements Estland
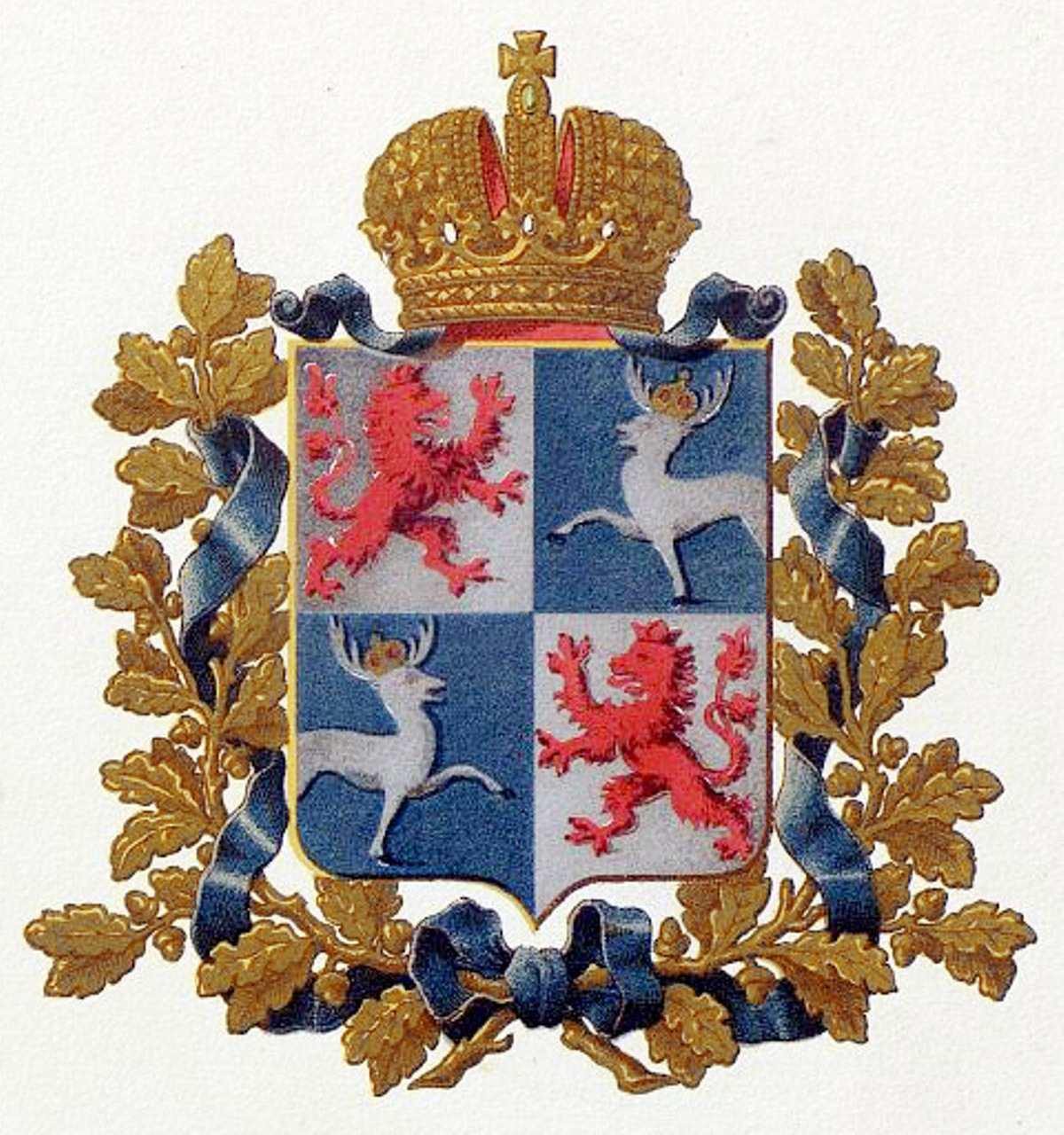
Wappen des Gouvernements Kurland
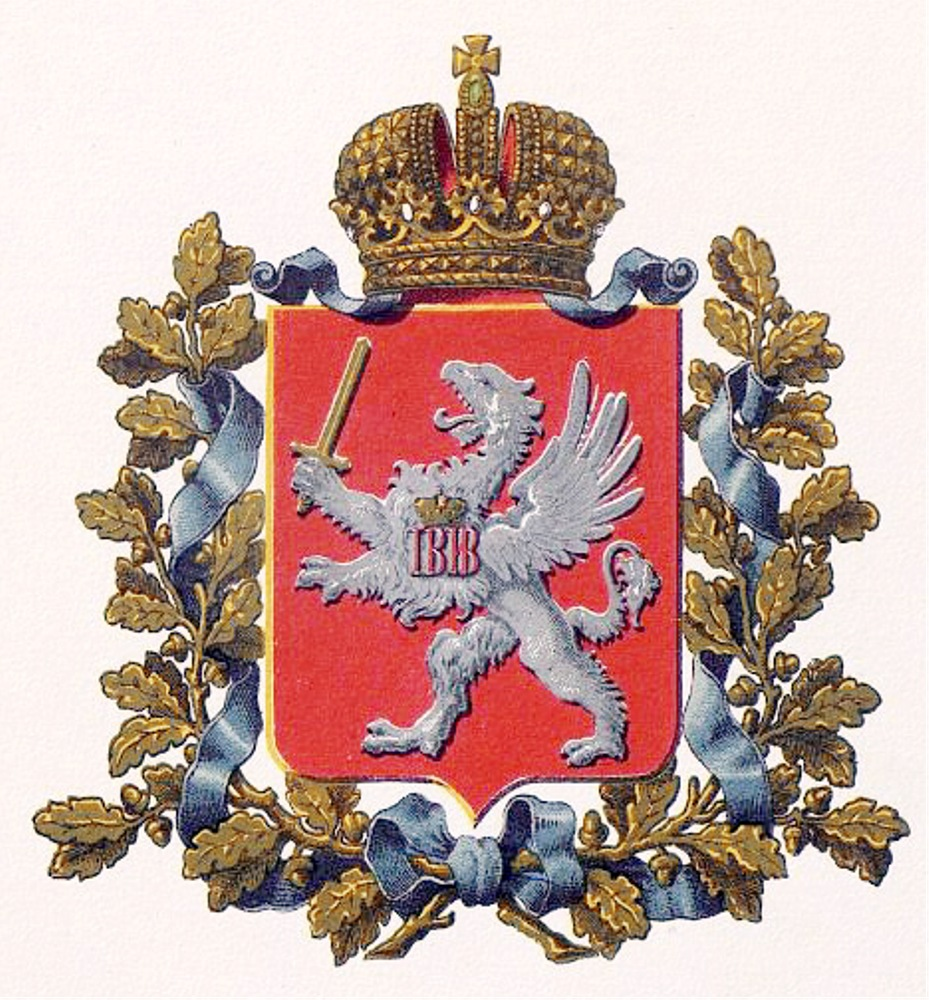
Wappen des Gouvernements Livland
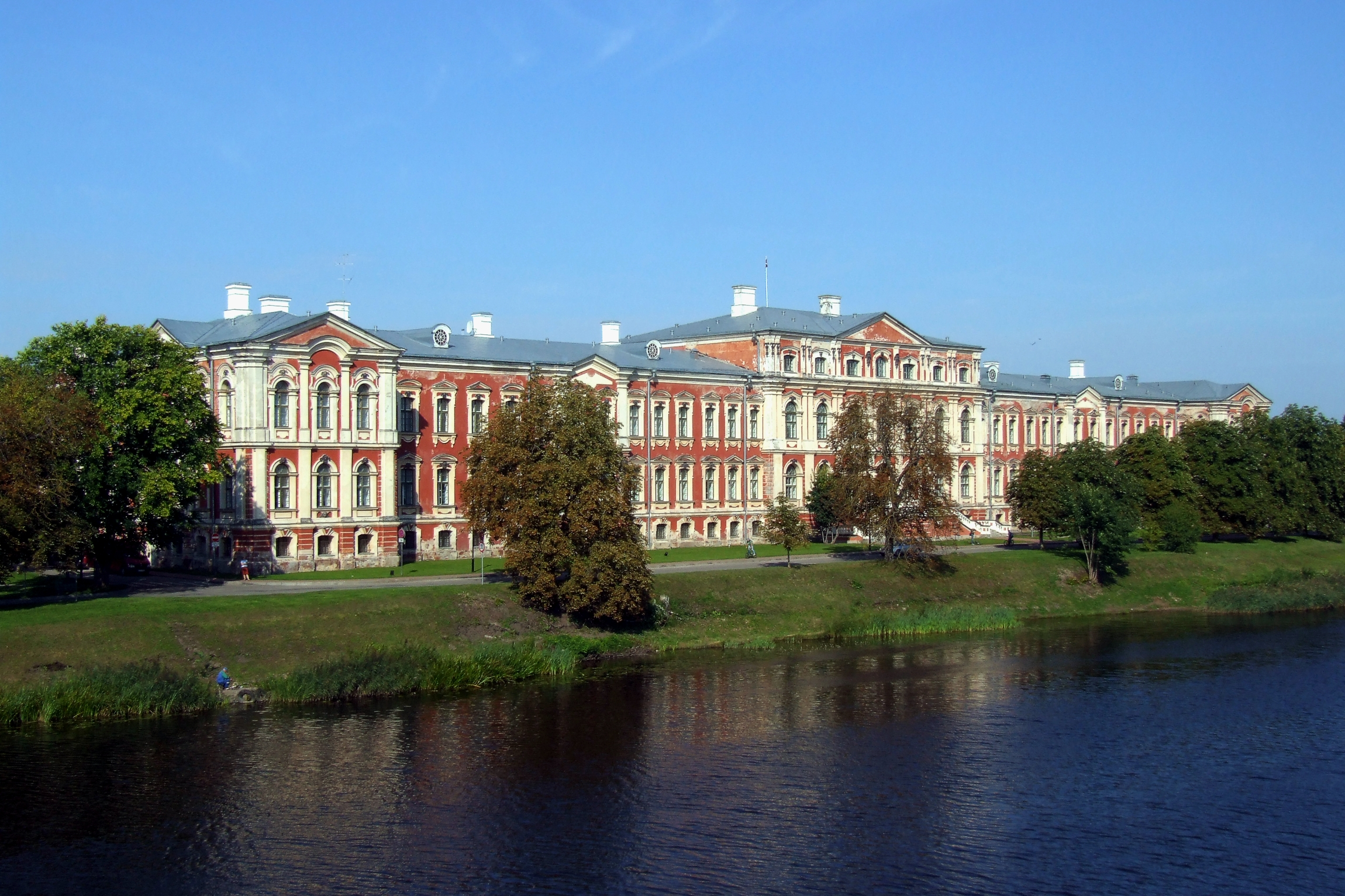
Schloss Jelgava, Sitz der Landbotenstube
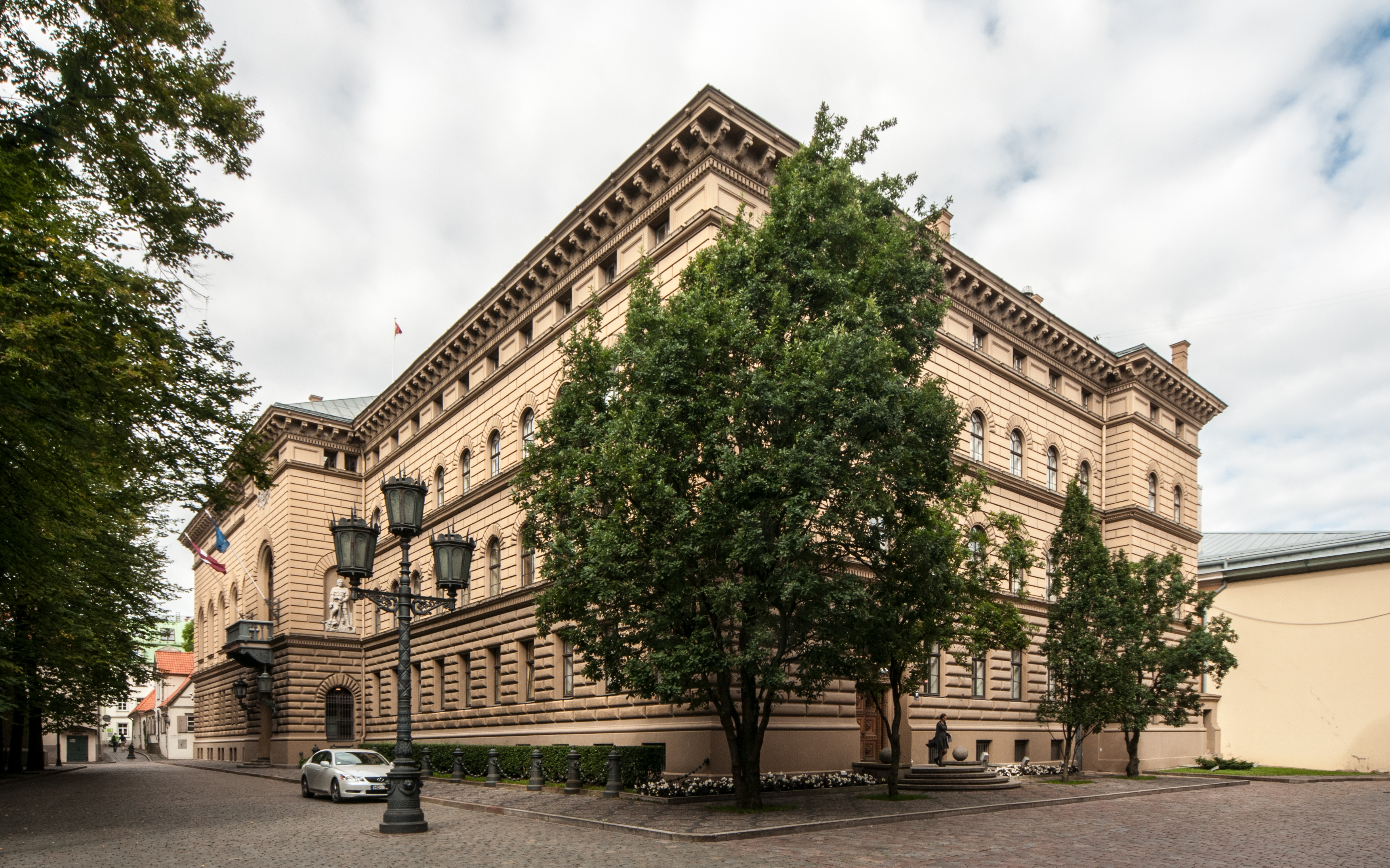
Das Ritterhaus in Riga heute (Früher Ritterhaus Livland und Sitz der Landbotenstube)

## Landbotenstube
Die Versammlungen des kurländischen Landtags wurden in der sogenannten Landbotenstube abgehalten, welche ihren Platz erst im herzoglichen Schloss zu Mitau hatte, im 18. Jahrhundert war sie in der großen Stadtschule in Mitau und ab 1803 im Ritterhaus. Im Gouvernement Livland war die Landbotenstube im Ritterhaus Riga beheimatet.

## Der Landbotenmarschall
Im kurländischen Landtag wurde vor dessen Beginn ein Landbotenmarschall als Leiter gewählt, der quasi die Funktionen eines Parlamentspräsidenten innehatte. Die Wahl fand nach dem Eröffnungsgottesdienst in der Sakristei der Trinitatiskirche in Mitau statt. Die allgemeinen Stimmrechte legten fest, dass bei Stimmengleichheit seine Stimme den Ausschlag gab. Er konnte Ausschüsse zur Behandlung einzelner Fragen bilden und führte während des Landtags den Schriftwechsel in Landesangelegenheiten. Sein Stellvertreter wurde in erster Amtshandlung nach der Eröffnung des Landtags auf dem Ritterhaus gewählt. Das Provinzialrecht der Ostseegouvernements beschreibt in den §§ 816 – 826 dezidiert die Aufgaben, seine gesellschaftliche Stellung sowie Pflichten und Rechte. In der vierten Abteilung „Von den Beamten der Kurländischen Ritterschaft“, Absatz V. „Von den Landbotenmarschalle“ heißt es:

„
- 816. Der LANDBOTENMARSCHALL wird von den auf dem Landtage versammelten Deputierten aus ihrer Mitte gewählt. (§ 511) Kurl. Landtags-Ordnung von 1838, §§ 84, 86 u. 175
- 817. Die Hauptpflicht des LANDBOTENMARSCHALLS besteht in der Aufsicht über den Gang der Landtagsverhandlungen, den Bestimmungen gemäß, die im zweiten Hauptstücke dieses Titels enthalten sind. Ebd. 176
- 818. Um die Beratungen und sonstigen Angelegenheiten der Ritterschaft freier überwachen zu können, ist der LANDBOTENMARSCHALL befugt, seine Instruktionen einem der Deputierten zu übertragen; selbst aber kann derselbe auf keinen Fall die Instruktion eines anderen Kirchspiels übernehmen. Enthält die von ihm übertragene Instruktion etwas Zweifelhaftes, so hat nicht der sie übernehmende Deputierte, sondern der LANDBOTENMARSCHALL selbst die nötigen Erläuterungen darüber zu geben. Ebd. § 155
- 819. Der LANDBOTENMARSCHALL bestimmt die Zeit der Sitzungen; eröffnet und schließt dieselben; setzt fest, in welcher Ordnung die Sachen vorzutragen sind, und sieht auf die Beobachtung dieser Ordnung. Nach gehöriger Erörterung des Gegenstandes erklärt er die Beratungen für geschlossen, und ordnet die Abstimmung an. Bei Gleichheit der Stimmen gibt die seinige den Ausschlag. Ebd.
- 820. Der LBN ernennt die im § 304 angeordneten Deputierten, und bildet auch die im § 308 bezeichnete Kommission, zur Vorbereitung der Landtagsangelegenheiten. Ebd. § 178
- 821. Der LANDBOTENMARSCHALL sorgt für Ruhe und Anstand in der Versammlung. Ebd. § 180
- 822. Während der LANDBOTENMARSCHALL im Allgemeinen auf die gesetzliche Ordnung bei der Geschäftsführung sieht, richtet er zugleich sein Bestreben darauf, dass die zur Beurteilung des Landtags vorgelegten Gegenstände mit der gehörigen Vollständigkeit und Klarheit vorgetragen werden. Ebd.
- 823. Der LANDBOTENMARSCHALL ordnet diejenigen Sitzungen an, in welchen die Beratungen nur in Gegenwart der Deputierten stattfinden, und bei welches der Zutritt der übrigen Mitgliedern der Ritterschaft untersagt ist. Er kann nötigen Falls die Bildung eines Ausschusses verlangen, der nur aus einigen Deputierten besteht (§ 314), und bestimmt die Zeit der Sitzung. Ebd. § 181
- 824. In Übereinstimmung mit der in der Versammlung stattgefundenen Majorität, bestimmt der LANDBOTENMARSCHALL den peremtorischen Termin zur Annahme der Anträge von den Kirchspielversammlungen sowohl, als auch überhaupt von den Mitgliedern der Ritterschaft. Er erklärt auch die Landtagstermine für geschlossen, und bestimmt, bei Entlassung der Versammlung nach Schließung des ersten Terminus, die Zeit des zweiten. Ebd.
- 825. Während des Landtags unterschreibt der LANDBOTENMARSCHALL alle in Angelegenheiten der Ritterschaft ausgehenden Papiere. Auch entsiegelt derselbe alle eingehenden Papiere. Ebd. § 183
- 826. Nach Beendigung des zweiten Landtagstermins hören die Obliegenheiten des Landbotenmarschalls auf.“

## Einige bekannte Landbotenmarschälle
- Bogusław Radziwiłł (1620–1669) war 1652 Landbotenmarschall im polnischen Sejm
- Casimir Christoph von Brackel (1686–1742) war 1717 Landbotenmarschall im Herzogtum Kurland und Semgallen
- Otto Christopher von der Howen (1699–1775) war 1730 bis 1732 Landbotenmarschall im Herzogtum Kurland und Semgallen
- Carl Ferdinand von Orgies-Rutenberg (1741–1801), war 1782 Landbotenmarschall im Herzogtum Kurland und Semgallen
- Georg Christoph von Lüdinghausen-Wolff (1751–1807) war der letzte Landbotenmarschall des Herzogtums Kurland und Semgallen
- Nikolaus Christoph von Stempel (1754–1779) war der erste Landbotenmarschall im Gouvernement Kurland
- Peter von Drachenfels (1795–1879) war 1836 bis 1837 Landbotenmarschall im Gouvernement Kurland
- Alexander von Rahden (1859–1920), kurländischer Landbotenmarschall und Landesbevollmächtigter